# Ziehers-Süd
Ziehers-Süd ist ein Stadtbezirk der osthessischen Stadt Fulda. Er liegt über dem Ostend und wurde mit diesem Nachbarstadtbezirk in das Projekt Soziale Stadt aufgenommen. Er ist Sitz eines Bürgerzentrums.
Unmittelbar an Ziehers-Süd grenzt die Stadtrandgemeinde Künzell in ununterbrochener Bebauung. Das dominanteste Merkmal von Ziehers-Süd ist das Klinikum Fulda. 

## Verkehr
Die Hauptverkehrsader in Ziehers-Süd ist die Pacelliallee, an der auch das Klinikum Fulda liegt.
Ziehers-Süd ist über mehrere Stadtbuslinien im dichten Takt erschlossen. Nach Betriebsschluss stellen Anruf-Sammel-Taxen den Öffentlichen Personennahverkehr sicher. Auf der Dr.-Dietz-Straße verkehren zudem Regionalbusse, u. a. in Richtung Fulda ZOB.